# Cratere Sinda
Sinda  è un cratere sulla superficie di Marte.